# Juan Edgardo Angara
Juan Edgardo Angara, ook bekend als Sonny Angara (Manilla, 15 juli 1972) is een Filipijns politicus. Hij was van 2004 tot 2013 lid van het Filipijns Huis van Afgevaardigden. Bij de verkiezingen van 2013 werd hij gekozen in de Senaat van de Filipijnen. Zes jaar later werd hij herkozen voor een nieuwe termijn van zes jaar.

## Biografie
Juan Edgardo Angara werd geboren op 15 juli 1972. Hij is een zoon van Gloria Manalang en voormalig senator en kabinetslid Edgardo Angara. Angara studeerde rechten aan de University of the Philippines en behaalde daar in 2000 zijn Bachelor-diploma. Drie jaar later haalde hij zijn Master-diploma aan Harvard in de Verenigde Staten. 
Bij de verkiezingen van 2004 werd Angara gekozen als lid van het Filipijns Huis van Afgevaardigden namens het kiesdistrict van Aurora. Bij de verkiezingen van 2007 en 2010 werd hij herkozen. In 2010 was Angara een van de ontvangers van de Ten Outstanding Young Men Award 2010. In een onderzoek uit 2012 werd Angara uitgeroepen tot meest productieve lid van het Huis van Afgevaardigden voor de periode 2007-2010. Tien van de door hem ingediende wetsvoorstellen werden in die periode aangenomen door het Filipijns Congres en ondertekend door de president. Daaronder waren de Magna Carta of Women, de Pre-Need Code of the Philippines, de Real Estate Investment Trust, de Civil Aviation Authority Act en de Personal Equity and Retirement Account (PERA) Act.
Bij de verkiezingen van 2013 deed Angara namens de Liberal Party mee aan de senaatsverkiezingen. Hij eindigde met ruim 16 miljoen stemmen op de zesde plaats en won daarmee een van de twaalf beschikbare Senaatszetels met een termijn tot 2019. Zes jaar later werd Angara bij de verkiezingen van 2019 herkozen voor een nieuwe termijn in de Senaat. In de Senaat was Angara onder meer voorzitter van de Commission of Games, Amusement and Sports.
Angara trouwde met Tootsy Echauz en kreeg met haar drie kinderen.

## Bron
- Biografie Juan Edgardo Angara, Website Senaat van de Filipijnen (geraadpleegd op 6 juni 2015)
- Complete, official results of 2019 senatorial elections, Rappler.com (22 mei 2019)